# Río Boise

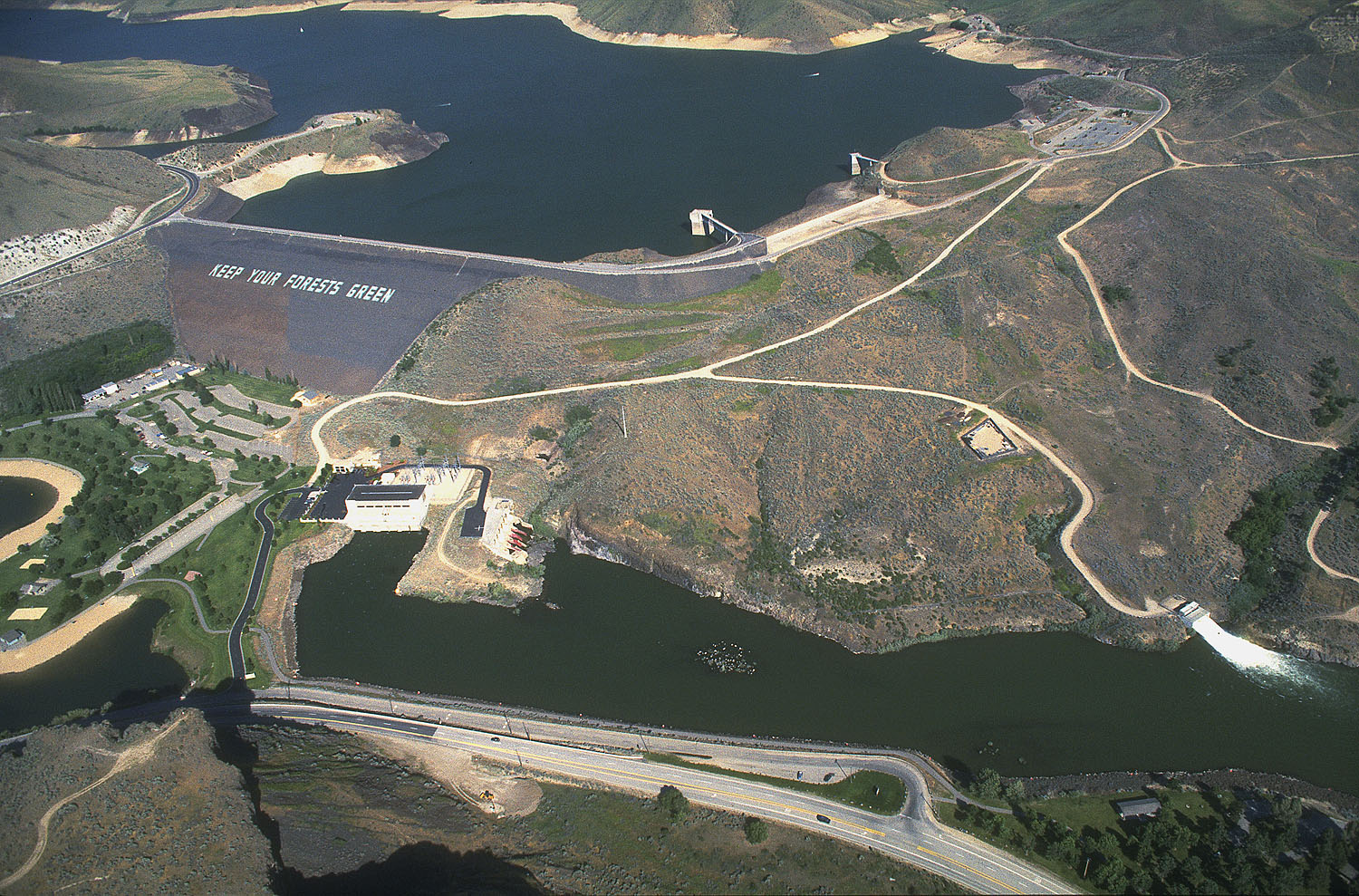
Embalse de Lucky Peak.

El río Boise (del inglés: Boise River) es un río del noroeste de los Estados Unidos, uno de los principales afluentes del curso inferior del río Snake. Tiene aproximadamente 121 km de longitud —aunque con una de sus fuentes, el South Fork, supera los 250 km— y drena una parte muy accidentada de la cordillera Sawtooth (una estribación de las Montañas Rocosas). Su cuenca tiene unos 10 620 km² (similar a países como Kosovo y Líbano) y comprende hábitats muy diversos, con cañones de montaña, bosques, pastizales, tierras agrícolas y zonas urbanas. 
Históricamente, el valle final del río Boise fue muy importante en la expansión hacia el Oeste de Estados Unidos, ya que discurría por él una de las últimas etapas de la ruta de Oregón. 
Administrativamente, el río discurre en su totalidad por el estado de Idaho y baña su capital, Boise (185 787 hab. en 2000).

## Geografía

### Descripción del curso

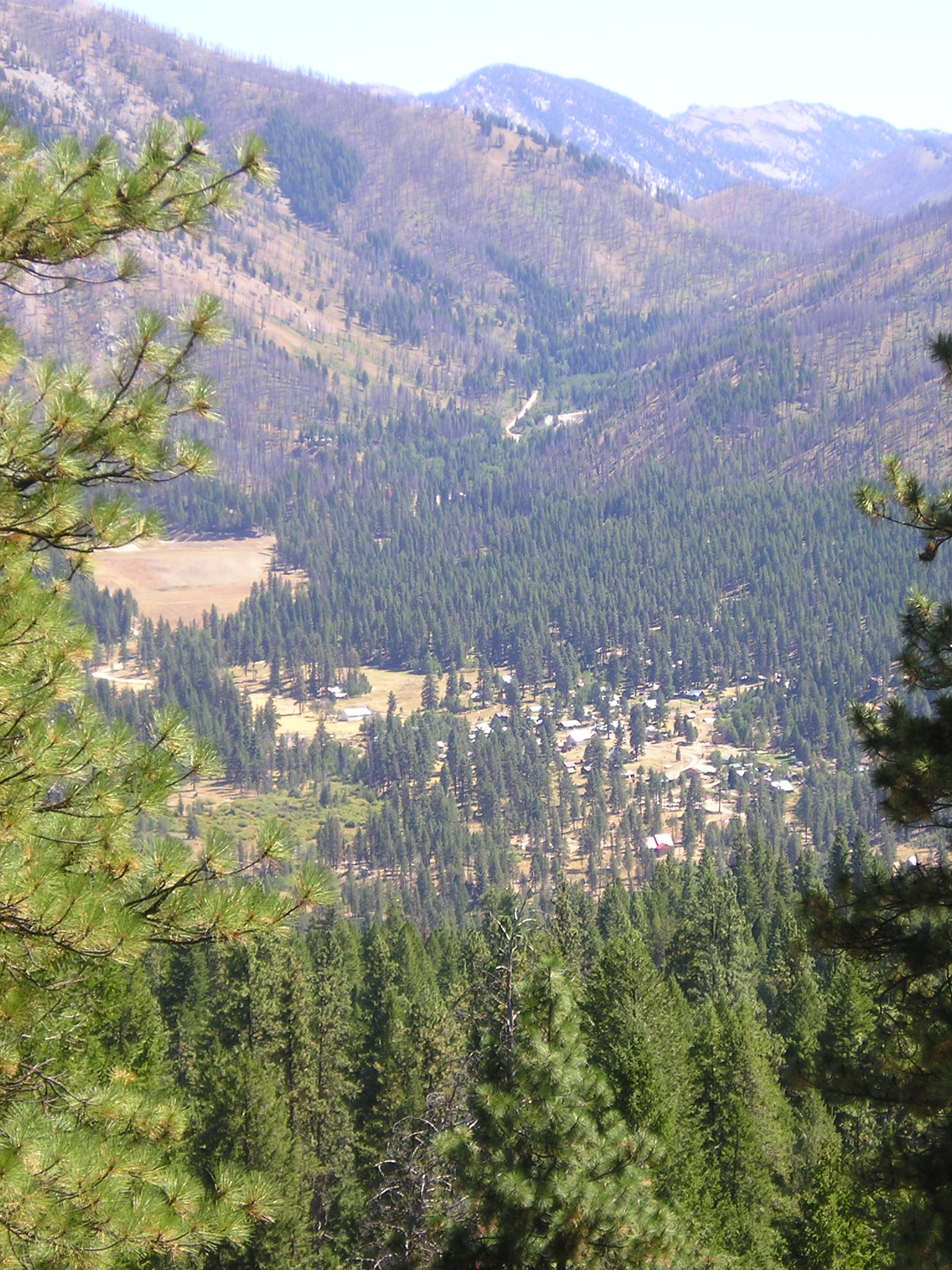
Vista de Atalanta, en el valle del ramal Medio del río Boise.

El río Boise nace en la parte central del estado de Idaho, siendo el límite entre el condado de Elmore y el condado de Idaho. El río se forma por la unión de tres ramales distintos que proceden de la cordillera Sawtooth (Sawtooth Range), por encima de los 3000 m, aunque se forma nominalmente por la confluencia de dos de esos ramales, el Norte (North Fork) y Medio (Middle Fork). 
El ramal Norte, de unos 80 km de longitud, nace en el condado de Elmore, dentro del «Área Silvestre Sawtooth» (Sawtooth Wilderness Area), en la ladera de la montaña Picket, a unos 100 km al noreste de Boise. Fluye en dirección predominante sureste, formando durante todo su curso, la frontera entre los condados de Boise y Elmore, corriendo a través de la vertiente occidental de las montañas Boise, dentro del bosque nacional Boise. 
El ramal Medio, de unos 110 km de longitud, nace unos 30 km al sur del ramal Norte, en el noreste del condado de Elmore, también dentro de la Sawtooth Wilderness Area (en su parte meridional), en una zona en la que hay muchos lagos de montaña, en la ladera del pico Glens, a más de 3000 m. Fluye en dirección WSW, hasta llegar a la localidad de Atlanta, donde vira hacia el oeste durante un tramo para volver luego hacia el Suroeste y finalmente unirse al ramal Norte, aproximadamente a unos 25 km al sureste de la ciudad de Idaho City (458 hab.), dando nacimiento al río Boise. 
El río Boise corre aguas abajo manteniendo el mismo rumbo suroeste hasta llegar a la cola del largo embalse de Arrow Rock, donde se une al último de sus tres ramales, el ramal Sur («South Fork»). 
El ramal Sur, el más largo de los tres ramales, con unos 160 km, nace en el norte del condado de Camas, en el bosque nacional Sawtooth, a unos 100 km al este de Boise, no lejos del curso del ramal Medio. Este ramal discurre en su primer tramo hacia el sur, hasta recibir al arroyo Big Smoky, donde vira hacia el Oeste, un largo tramo entre las montañas en el que llega a la localidad de Featherville. Vira hacia el suroeste, descendiendo a través de un cañón de basalto y llega al embalse Anderson Ranch. Sigue aguas abajo y vira nuevamente, esta vez hacia el Noroeste, discurriendo por la vertiente nororiental de las montañas Danskin, en la parte central del condado de Elmore. Se une al río Boise procedente del sur, en un brazo del embalse Arrow Rock, a unos 30 km al este de Boise. 
Sigue el río Boise aguas abajo, en dirección Noroeste, llegando a un nuevo embalse, el de Lucky Peak. Finalmente emerge de las últimas estribaciones montañosas en el extremo occidental de la llanura del Río Snake («Snake River Plain»), muy cerca de Boise. Pasa por el centro de Boise, rodeado por un amplio cinturón verde de esparcimiento y, a continuación, sigue al noroeste. En este último tramo discurre por una amplia llanura de inundación, con muchos cursos trenzados a medida que se acerca al río Snake. Pasa por las localidades de Garden City (10 624 hab.), Eagle (11 085 hab.), Star (1795 hab.), Middleton (2978 hab.), Caldwell (39 889 hab.), Notus (458 hab.) y Parma (1771 hab.). Desagua en el río Snake por su margen derecha, procedente del este, casi en el mismo inicio del tramo en que el Snake es frontera entre Idaho y Oregon, 5 km al sur de Nyssa (3163 hab.) (Oregón).

## Historia

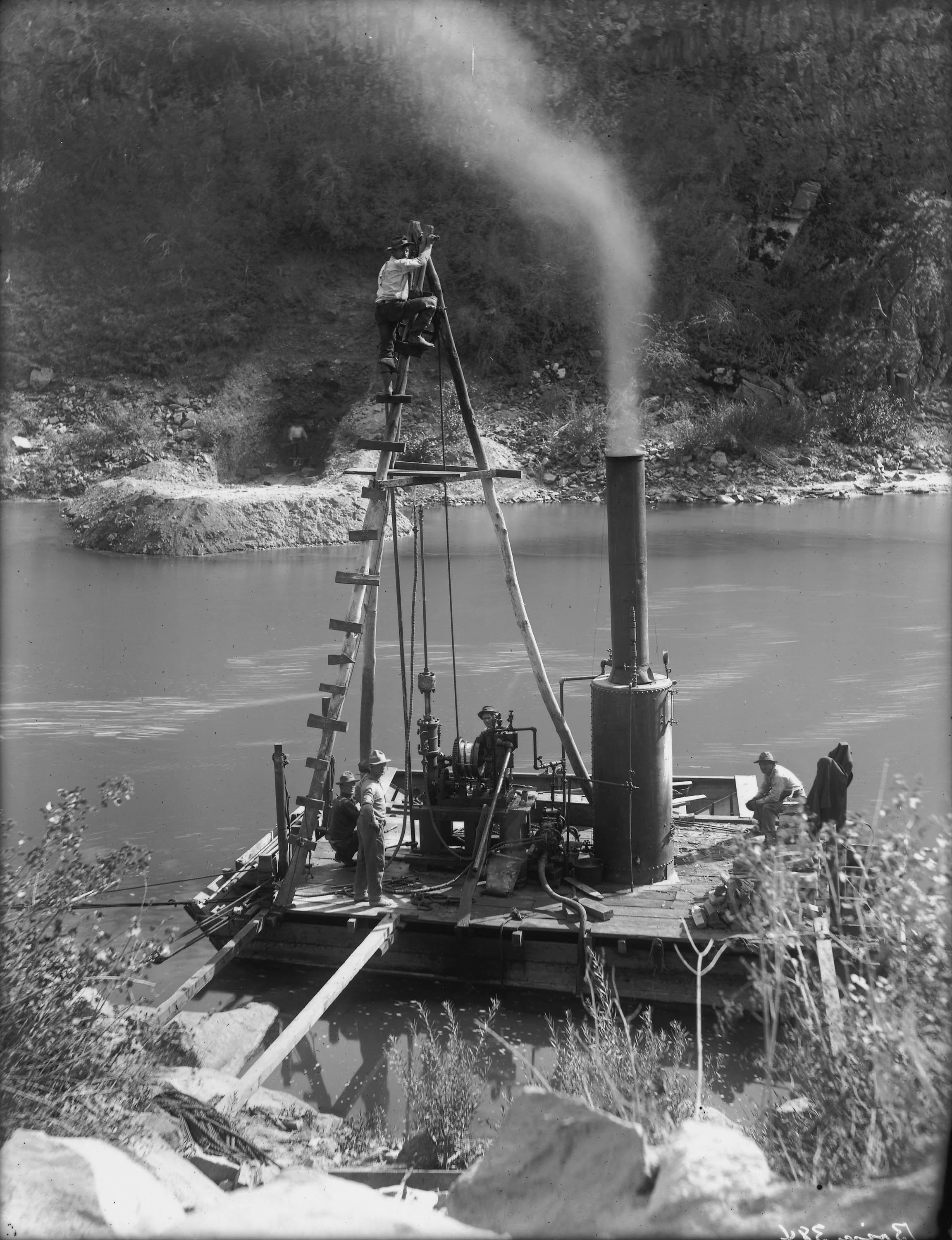
Proyecto de irrigación en el río Boise (aprx. 1910).

La región del curso bajo del río Boise fue explorada por vez primera por los estadounidenses en 1811, durante la expedición de Astor. John Reid, con la partida de los astorianos y una pequeña partida de comerciantes de la Pacific Fur Company estableció un puesto de avanzada cerca de la desembocadura del río Boise en 1813. Fueron masacrados sin demora por los indios americanos. Marie Dorion, la esposa de uno los muertos, y sus dos hijos lograron escapar y viajaron más de 200 millas en nieve profunda para llegar hasta los amistosos indios Walla Walla en el río Columbia.
A partir de 1813, toda la zona del Pacífico Noroeste comenzó a ser controlada por la británica Compañía del Noroeste, dedicada al comercio de pieles. En 1818, el explorador y cartógrafo David Thompson de la Compañía del Noroeste levantó un mapa en el que el río Boise aparecía como «Reids River» y su avanzada «fuerte Reids». Donald Mackenzie, anteriormente con la expedición de Astor, y en representación de la Compañía del Noroeste, estableció en 1819 un puesto en el mismo sitio. También se abandonó debido a las hostilidades de los indios. 

### Origen del nombre
Es comúnmente aceptado que la zona fue denominada Boise mucho antes de la creación del fuerte Boise. Sin embargo, los detalles exactos de la forma en que el nombre llegó a ser aplicado a la región difieren. Algunos creen que el nombre puede derivar de un temprano uso por los tramperos y montañeses. En la década de 1820, los cazadores de pieles franco-canadienses ya comenzaron a dejar líneas de trampas en las inmediaciones donde se encuentra ahora Boise. En una gran zona desértica, el arbolado valle del río Boise se convirtió en un hito destacado y llamaban al río «La rivière boisée» (que significa «el río boscoso»). Aunque otros dan crédito a una historia de la expedición del capitán Benjamin Bonneville (1832-34). Después de estar reconociendo durante semanas a través de un territorio seco y accidentado, su partida de exploración alcanzó un alto —ahora llamado punta Bonneville, en la ruta de Oregón, al este de la ciudad de Boise— desde el que se divisaba el valle del río Boise. Según la historia, un guía de habla francesa, abrumado por la vista del verde río, gritó «Les bois! Les bois!» («¡los bosques! ¡los bosques!») dando nombre a la zona. 
En el otoño de 1834, Thomas McKay, un veterano líder de los brigadas anuales de la Compañía de la Bahía de Hudson (HBC) en la región del río Snake, construyó Fort Boise, eligiendo el mismo emplazamiento que antes habían escogido Reid y Mackenzie, a orillas del río Boise, cerca de la confluencia con el río Snake, casi en la frontera actual con Oregón. McKay, aunque se había jubilado en 1833, fue enviado por el factor Jefe de la de HBC, John McLoughlin, a establecer Fort Boise para competir con el recientemente construido fuerte Hall, un fuerte estadounidense situado casi 500 km (300 millas) al este, a orillas del mismo río Snake, cerca de la actual Pocatello. La HBC tomó el control del fuerte en 1836, y hasta 1844, estuvo encabezado por el francocanadiense Francois Payette. La mayoría del personal era de Hawái (antiguamente «Owyhee») y pronto se hizo muy conocido por la hospitalidad y los suministros que proporcionaba a viajeros y emigrantes. 
En 1838, Payette construyó un segundo fuerte Boise cerca de la confluencia de los río Boise y el río Snake a cinco millas (8 km) al noroeste de la actual ciudad de Parma (Idaho) y al sur de Nyssa (Oregon). En 1853, una inundación dañó el fuerte y en 1854 a unos pocos kilómetros del mismo, tuvo lugar la masacre Ward, en la que diecinueve miembros de una caraavana de emigrantes a Oregon fueron asesinados por los shoshone El fuerte se consideraba insostenible y con la desaparición del comercio de pieles fue abandonado en 1855. Los comerciantes se trasladaron a la región de los flathead país.
Las matanzas a lo largo de la ruta de Oregón llevaron al Ejército a restablecer un nuevo fuerte (1863-1912) en la zona en 1863, durante la Guerra Civil. La nueva ubicación se eligió porque estaba cerca de la intersección de la ruta de Oregón y una carretera principal que conectaba una de las cuencas del río Boise (Idaho City) y las zonas mineras del río Owyhee, ambas áreas en auge en esa época. Idaho City era la ciudad más grande de la zona, y como una parada hacia allí, fuerte Boise creció rápidamente hasta convertirse en la actual ciudad de Boise, que fue incorporada como ciudad en 1864. La primera capital del Territorio de Idaho fue Lewiston (30.904 hab.), pero Boise la reemplazó en 1865.
El río fue utilizado para el riego en la llanura oriental de Boise. Las represas que forman los embalses de montaña fueron construidos como parte del Proyecto Boise para proporcionar energía hidroeléctrica, agua potable, y controlar las inundaciones en la ciudad de Boise y sus alrededores. 

## Recreo
El río es un destino muy popular para los piragüistas y aficionados al ráfting en aguas bravas. En el curso inferior («warmwater»), los bajos caudales de verano y la pobre calidad de las aguas por la escorrentía agrícola limitan la producción pesquera. En esta sección del río hay largemouth bass, lubina negra o perca americana («smallmouth bass»), y pez gato de canal («channel catfish»). Aguas arriba de Star, el río es una corriente de agua fría y admite una mayor variedad de peces. La especie más prevalente en esta sección es un salmónido, el blanco de montaña («Mountain whitefish»), así como es un buen criadero para la trucha arco iris, la trucha marrón y la trucha marrón silvestre. Aguas arriba de los embalses de Lucky Peak y Arrowrock, el río y sus afluentes contienen excelentes poblaciones silvestres de trucha arco iris, blanco de montaña, y trucha toro. Esto es especialmente cierto inmediatamente abajo de la salida del embalse Anderson Ranch, cuando el South Fork tiene las características de un clásico «tailwater» durante más de cinco millas desde la salida de la presa hasta el puente del arroyo Cow («Cow Creek Bridge»). 

### Pesca
El río Boise también se utiliza para la pesca, principalmente para la trucha arco iris y, en el invierno, steelhead. Spinfishermen usan roostertail hiladores y cebo, tales como gusanos y moscas powerbait mientras que los pescadores usan una variedad de ninfas, streamers y moscas secas.